# 李憙 (隆慶進士)
李憙（1520年—1594年），字樂天，號龍山，山西太原府祁縣人，軍籍，明朝政治人物。

## 生平
嘉靖三十七年（1558年）戊午科山西鄉試第十七名舉人，隆慶二年（1568年）中式戊辰科會試第三百九十八名，三甲第二百八十二名進士。兵部觀政，次年授行人司行人，六年升右司副，萬曆二年（1574年）升司正，四年官至工部都水司郎中，奉命督理通惠河道，兼理仓厂等。八年升两淮都转运盐使司同知，年六十因痰疾，又不喜阿谀权贵，辞官归。卒于明万历二十二年正月二十二日（1594年），享年七十五岁。

## 家族
曾祖李鳳；祖父李子瞻；父李鑰。前母武氏；母韓氏。永感下。子李自問，萬曆己酉舉人，由潜江令至真安州守。家居時起长啸楼，读书其中。林木翳然，植以松柏，周以池沼。夏莲花盛开，中凿方池，畜金鱼数百头，一可方舟，以采莲，建厅跨两池上，大似江南风景。水至冬不涸，土人相传为海眼云